# بليغ حبشي
بليغ حبشي فنان مصري قدير اشتهر بادوار الرجل الشرير ولكنه لم ينل حظه من الشهرة والنجومية حتى توفي عام 1988م عن عمر ناهز 63 سنة.

## السيرة الذاتية
بليغ حبشى ممثل مصرى ظهر في نهاية الخمسينيات، مولود في عام 1925. قام بأداء
أدوار صغيره في أفلام عديدة كما اشترك في بعض المسلسلات التليفزيونية مثل مسلسل أرض النفاق والأبواب المغلقة والقط الأسود والرجل الغامض عمل في كل عمل في كل الأفلام التي أنتجها أو أخرجها الفنان حسن يوسف. هو العقيد حسين في فيلم آمان يا دنيا 

## أعماله[4]

### الأفلام
- آمان يا دنيا (1991)
- دخان بلا نار (1986)
- أنا إللي أستاهل (1984)
- الطيب أفندي (1984)
- ألعاب ممنوعة (1984)
- الطيور المهاجرة (1979)
- كان وكان وكان (1977)
- الشياطين والكورة (1973)
- جريمة لم تكتمل (1972)
- وكر الأشرار (1972)
- شياطين البحر (1972)
- ولد وبنت والشيطان (1971)
- وجال في المصيدة (1971)
- أما مقلب (1968)
- حكاية 3 بنات (1968)
- شنطة حمزة (1967)
- مبكى العشاق (1966)
- هو..والنساء (1966)
- الحب الخالد (1965)
- آخر جنان (1965)
- عروس النيل (1963)
- حكاية جواز (1964)
- بياعة الجرايد (1963)
- كلهم أولادي (1962)
- هاء 3 (1961)
- الغجرية (1960)
- سوق السلاح (1960)
- أبو الليل (1960)
- حماتي ملاك (1959)
- المليونير الفقير (1959)
- أنا وأمي (1957)

### المسلسلات
- الذئب الأزرق (1986)
- بلاغ النائب العام (1986)
- أجمل الزهور (1984)
- الإمام مالك (1980)
- الشاطئ المهجور (1975)
- أرض النفاق (1975)
- كلاب الحراسة (1972)
- الرجل الغامض (1971)
- المطاردة (1969)
- الأبواب المغلقة (1966)
- العسل المر (1966)
- أيام لها ذكرى (1965)
- عواصف (1965)
- القط الأسود (1964)
- مواقف إسلامية
- الرقم المجهول
- الرحلة

### سهرات تلفزيونية
- نوسة (1967)
- الأخوين
- آمال وآلام
- بحر الأحلام
- المحنة

### مسرحيات
- البهلوان

### الفوازير
- فطوطة (الأفلام) (1983)